# Les Polissonnes excitées
Pour plus de détails, voir Fiche technique et Distribution.
Les Polissonnes excitées (La minorenne) est une comédie érotique italienne sortie en 1974. C'est le premier long métrage de Silvio Amadio, ici crédité au générique sous le nom de « Daniele Latorre ».
Pour sa première exploitation dans les salles françaises le 30 mai 1979, des scènes additionnelles pornographiques sans rapport avec le film original ont été incrustées dans le métrage.

## Fiche technique
Sauf indication contraire, les informations mentionnées dans cette section peuvent être confirmées par la base de données cinématographiques IMDb,  présente dans la section « Liens externes ».
- Titre français : Les Polissonnes excitées[2]
- Titre original : La minorenne[3]
- Réalisation : Silvio Amadio (sous le nom de « Daniele Latorre »)
- Assistant à la réalisation : Mario Forges Davanzati
- Scénario : Piero Regnoli, Silvio Amadio
- Photographie : Antonio Maccoppi
- Montage : Carlo Broglio
- Musique : Roberto Pregadio
- Décors : Saverio D'Eugenio (it)
- Trucages : Angelo Roncaioli
- Production : Marco Kustermann
- Sociétés de production : Domizia Cinematografica
- Pays de production :  Italie
- Langue de tournage : italien
- Format : Couleur - 1,85:1 - Son mono - 35 mm
- Durée : 89 minutes[3]
- Genre : Comédie érotique italienne
- Dates de sortie :
  - Italie : 25 septembre 1974
  - France : 30 mai 1979[2]
- Classification : 
  - Italie : Interdit aux moins de 18 ans à la sortie ; réévalué en 2018 interdit aux moins de 14 ans[3]

## Distribution
- Gloria Guida : Valeria Sanna
- Rosemarie Dexter (sous le nom de « Noemi Sciannimanico ») : Franca Sanna, la mère de Valeria
- Marco Guglielmi : Massimo Sanna, le père de Valeria
- Corrado Pani : Spartaco, l'artiste
- Luciano Roffi : Lorenzo Sanna
- Fabrizio Moroni : Gianluca, l'ami de Lorenzo
- Giacomo Rossi Stuart : Carlo Salvi
- Gabriella Lepori : Carlotta, la domestique
- Silvio Spaccesi : L'oncle prêtre
- Nino Scardina : L'assistant du prêtre
- Giulio Donnini : L'évêque
- Luigi Antonio Guerra : L'agent de police
- Giorgio Lopez
- Nicoletta Amadio
- Mario Garriba